# Бессмертный, Григорий Антонович
Григорий Антонович Бессмертный (род. 10 августа 1935) — советский и российский военный деятель, генерал-полковник (15.10.1990). Член КПСС.

## Биография
В Советской Армии с 1954 года.
Окончил Хмельницкое танковое училище (1958), Военную академию имени М. В. Фрунзе (1970), Академию Генерального штаба ВС СССР (1978), Высшие экономические курсы[где?].
В 1978—1981 годах первый заместитель начальника штаба Закавказского военного округа.
В 1981—1986 годах на военно-дипломатической работе в Польше.
В 1986—1988 годах начальник штаба Северо-Кавказского военного округа.
В 1988—1989 годах заместитель начальника штаба ОВС стран Варшавского договора.
В 1989—1992 годах главный военный советник в Революционных Вооруженных силах Республики Куба.
В 1993—1995 годах начальник штаба миротворческих сил в Таджикистане.
В 1995—1996 годах генерал-инспектор Вооруженных Сил РФ.
В настоящее время президент Ассоциации содействия негосударственным структурам безопасности «Рубеж».
Член Центрального Совета Всероссийского общественно-политического движения "Духовное наследие".
В 1999 году входил в федеральный список (от Москвы) кандидатов в депутаты ГД ФС РФ III созыва, выдвинутый избирательным объединением "Русская социалистическая партия".

## Награды
Награждён орденами Красной Звезды, Трудового Красного Знамени, двумя орденами "За службу Родине", орденом Эрнесто Че Гевары первой степени, медалями СССР, России, ГДР, ПНР, ЧСССР, НРБ, ВНР, Румынии, Кубы.